# 楊大立
楊大立（1701-1754），字華如，山東省濟南府歷城縣（今山東省濟南市）人，清朝將領。康熙六十年（1721年）武科第二名及第（武榜眼），官至陝西河州鎮總兵官。乾隆十九年（1751年）三月，楊大立在河州鎮軍中過世，享年54歲。

## 生平
康熙五十九年（1720年）：20歲的楊大立通過了當年的武舉，成為一名武舉人。
康熙六十年（1721年）：21歲的楊大立在辛丑科武殿試中獲得了武進士一甲第二名，也就是「武榜眼」的功名。並在之後被任命為了正五品的三等侍衛。
雍正元年（1723年）：23歲的楊大立被提拔為乾清門頭等侍衛。
雍正二年（1724年）：24歲的楊大立被外放去廣東省擔任廣東提督董象緯所直屬的正三品提標（提督直轄的綠營官兵）中營參將。
雍正八年（1730年）：30歲的楊大立此時已擔任了四川省的從二品化林協副將。
乾隆初年：又調任直隸省張家口協副將，受宣化鎮總兵官管轄。
乾隆十三年（1748年）：十一月十一日，時年48歲的楊大立，從浙江金華協副將被升任為正二品的南昌鎮總兵。
乾隆十六年（1751年）：十一月二十六日，時年51歲的楊大立因前一年因病解任南昌鎮總兵，因此在這年被補授為陝西河州鎮總兵官。
乾隆十九年（1751年）：三月，楊大立在河州鎮軍中過世，享年54歲。